# ツェンダップ・ベラ
ツェンダップ・ベラ（Zündapp Bella）は、1953年から1964年まで西ドイツのオートバイメーカーのツェンダップ社が生産していたスクーターである。

## 概要

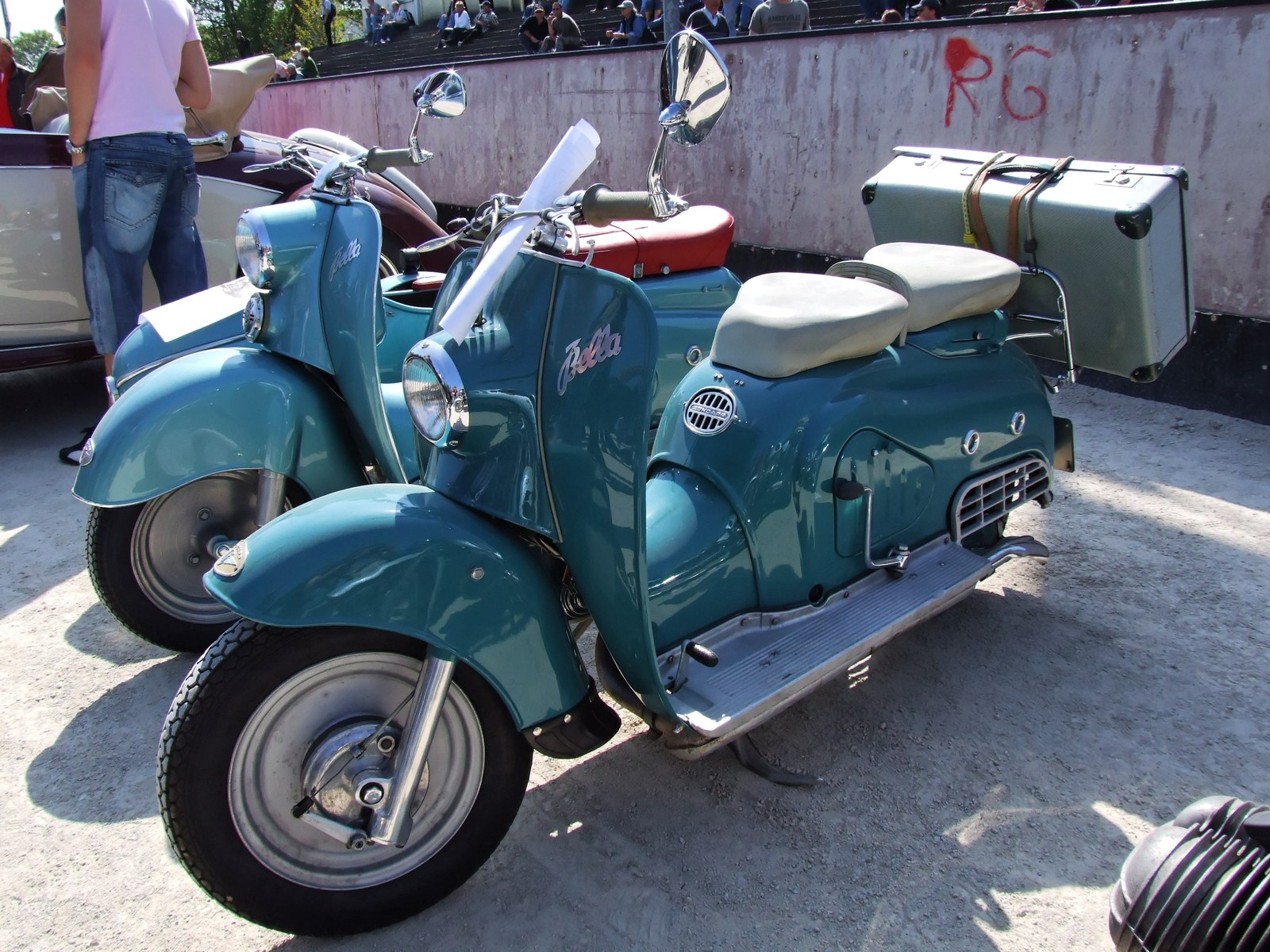
キックスターターと伸縮式フォークを備えた初期のベラ

ベラの設計は、イタリアの「パリラ・グレーハウンド」（Parilla Greyhound）という名でも知られる「パリラ・レヴリエール」（Parilla Levriere）の影響を強く受けていた。全体的な外観と共にファン無しでもエンジンの冷却ができるようにスクーター本体の中心線に沿った特徴ある導風トンネルの構造も類似していた。
1953年の発売時にベラは146 ccの2ストローク 単気筒エンジン、12インチのタイヤ、6Vの電装品、キックスターターとundamped テレスコピックフォークを備えていた。燃料タンクは座席に下に据え付けられていた。
サバーバネット（Suburbanette）と呼ばれるベラの中の1モデルが1953年から1954年にかけてアメリカ合衆国向けに生産された。サバーバネットは通常のベラからエンジンを覆っているボディパネルを取り外したものであった。370台のサバーバネットが販売された。
10 hp (7.5 kW)の出力を発生する197 ccエンジン版は1954年5月から販売された。後にフロントサスペンションはテレスコピックフォーク式からフォークの左側にのみ緩衝装置を備えるアールズフォーク式へと変更された。後期型のベラは2つの6Vバッテリーから供給される12Vの電装品を装備し、セルモーターも備えるようになった。
ベラは、イギリスにはアンバサダー・モーターサイクル社（Ambassador Motorcycles）、アメリカ合衆国にはインターナショナル・モーターサイクル社（International Motorcycle Company）により輸入された。
エンジン排気量150 ccから200 ccまでの約13万台のベラが販売された。